# الطريق السريعة الكازاخية أ1
A1، هي طريق سريعة كازاخية.

## التاريخ
في زمن الاتحاد السوفيتي كان اسم الطريق A343.

## المسار
| أستانا | ← 180 كم ← | ماكينسك | ← 38 كم ← | شتشوتشينسك | ← 74 كم ← | كوكشيتو | ← 227 كم ← | بتروبافل |